# Scudder Peak
Scudder Peak är en bergstopp i Antarktis. Den ligger i Västantarktis. Inget land gör anspråk på området. Toppen på Scudder Peak är 2 171 meter över havet.
Terrängen runt Scudder Peak är huvudsakligen kuperad, men norrut är den bergig. Trakten är obefolkad. Det finns inga samhällen i närheten. 